# Castillo Nakijin
El castillo Nakijin (en japonés: 今帰仁城) es un gusuku (castillo o fortaleza de las islas Ryūkyū) localizado en Nakijin, Prefectura de Okinawa, Japón. Se construyó en el siglo XIV. Aunque únicamente restan en su mayoría ruinas, llegó a alcanzar un tamaño total de 38 000 metros cuadrados.
Según Pearson (1991), durante el periodo Sanzan, Nakijin era uno de los tres centros contendientes en la isla. En el caso de Nakijin, perteneciente al rey de Hokuzan, controlaba áreas de la región norte de la isla de Okinawa. Sin embargo, fue derrotado a manos de Shō Hashi, autonombrado rey de Chūzan y constructor del castillo Shuri. Fue durante el proceso de consolidación política, que Hashi derrotó a Hokuzan y al reino de Nanzan, ubicado al sur de la isla y también denominado Ozato.
Cuenta con paredes de caliza y un museo con artefactos. En algún momento, fue un centro religioso que albergó diversos utaki (lugar sagrado). En él, se construyeron además tres santuarios para que se llevaran a cabo rituales, dado que se ubicaba frente a Iheya, una isla sagrada. En el 2000, la Organización de las Naciones Unidas para la Educación, la Ciencia y la Cultura lo declaró Patrimonio de la Humanidad como parte de los sitios Gusuku y bienes culturales asociados del reino de Ryūkyū.